# Alessandra Tesi
Alessandra Tesi (* 1969, Bologna) je italská fotografka.

## Životopis
Alessandra Tesi se narodila v roce 1969 v Bologni.
V roce 1994 absolvovala Beaux-Arts v Bologni a poté v roce 1995 Arts plastiques v Paříži.
Začínala jako fotografka a poté vytvářela instalace založené na fotografických obrazech a pomocí světla a projekcí, často spočívajících na skleněných podpěrách.

## Výstavy

### Společné
- 1995: Galerie moderního umění, Bologna[1]
- 1995: Eleftherias Center, Atény[1]
- 1999: The Bush Farm, Noisiel[1]

### Samostatné
- 1996, Paolo Vitolo, Milán[1]